# 普拉特納 (科羅拉多州)
普拉特納（英語：Platner）是位於美國科羅拉多州華盛頓縣的一個非建制地區。該地的面積和人口皆未知。

## 地理
普拉特納的座標為40°09′19″N 103°04′03″W / 40.15528°N 103.06750°W，而該地的平均海拔高度為1351米（即4452英尺）。